# Verein Schweizerischer Gymnasiallehrerinnen und Gymnasiallehrer
Der Verein Schweizerischer Gymnasiallehrerinnen und Gymnasiallehrer (VSG) ist ein Schweizer Verein mit Sitz in Bern. Der 1860 gegründete VSG ist Teil vom Dachverband Schweizer Lehrerinnen und Lehrer. Er besteht aus Einzelmitgliedern und Kollektivmitgliedern. Einzelmitglieder sind die einzelnen Lehrer, die zugleich Mitglied in einem der Kantonalverbände oder Fachverbände sind. Kollektivmitglieder sind die Kantonalverbände und Fachverbände. Laut eigenen Angaben hat der VSG über 4000 Mitglieder. Geleitet wird der VSG von einem Zentralvorstand. Ehemalige Präsidenten sind Helen Wider, Hans Peter Dreyer, David Wintgens und Carole Sierro (2014–2019). Seit 2019 ist Lucius Hartmann Präsident. Organ des VSG ist die Zeitschrift Gymnasium Helveticum.

## Zweck
Der Zweck des VSG ist laut den Statuten wie folgt: Er wahrt die beruflichen und materiellen Interessen der Mitglieder, beschäftigt sich mit der Ausbildung der Lehrpersonen der allgemeinbildenden Schulen der Sekundarstufe II, fördert die fachliche und pädagogische Fortbildung seiner Mitglieder, vertritt die Position seiner Mitglieder in bildungspolitischen Belangen und beteiligt sich an der Entwicklung des Mittelschulwesens.

## Fachverbände
Der VSG besteht aus folgenden Fachverbänden:
- Bildnerisches Gestalten: VSG-BG – Fachverband Bildnerische Gestaltung
- Biologie, Chemie: VSN – Verein Schweizerischer Naturwissenschaftslehrerinnen und -lehrer
- Deutsch als Erstsprache: VSDL – Verein Schweizerischer Deutschlehrerinnen und Deutschlehrer (Erstsprache)
- Deutsch als Zweitsprache: DEFRIS – DEutschlehrer der FRanzösischen und Italienischen Schweiz
- Englisch: SATE – Swiss Association of Teachers of English
- Französisch: ASPF – Association Suisse des professeurs de français
- Geografie: VSGg – Verein Schweizerischer Geografielehrpersonen
- Geschichte: VSGS – Verein Schweizerischer Geschichtslehrerinnen und -lehrer
- Informatik: SVIA – Schweizerischer Verein für Informatik in der Ausbildung
- Italienisch: ASPI – Associazione svizzera dei professori d’italiano
- Latein, Griechisch: SAV – Schweizerischer Altphilologenverband
- Mathematik, Physik: VSMP – Verein Schweizerischer Mathematik- und Physiklehrkräfte
- Musik: VSG Musik – Schweizerische Vereinigung der Musiklehrer/innen an Mittelschulen
- Philosophie: VSPM – Schweizerischer Verband der Philosophielehrerinnen und -lehrer an Mittelschulen.[3]
- Pädagogik, Psychologie: PPV –	Psychologie- und Pädagogiklehrer/innen-Verband
- Religion: VRG – Verband Religion am Gymnasium
- Russisch: VRUS – Verein der Russischlehrerinnen und Russischlehrer in der Schweiz, gegründet 1969 an der Universität Zürich[4]
- Spanisch: ASPE – Asociación Suiza de Profesores de Español
- Sport: VSMS – Vereinigung der Schweizerischen Mittelschul-Sportlehrpersonen
- Theater: TAG – Theater am Gymnasium
- Wirtschaft und Recht: SVWR – Schweizerischer Verband der Lehrkräfte für Wirtschaft und Recht